# Ragay
Ragay (Bayan ng Ragay) är en kommun i Filippinerna. Kommunen ligger på ön Luzon och tillhör provinsen Camarines Sur. Folkmängden uppgår till 58 214 invånare år 2015.

## Barangayer
Ragay delas in i 38 barangayer.
| - Agao-ao - Agrupacion - Amomokpok - Apad - Apale - Banga Caves - Baya - Binahan Proper - Binahan Upper - Buenasuerte - Cabadisan - Cabinitan - Cabugao | - Caditaan - Cale - Godofredo Reyes Sr. (Catabang) - Catabangan Proper - Inandawa - Laguio - Lanipga-Cawayan - Liboro - Lohong - Lower Omon - Lower Santa Cruz - Panaytayan - Panaytayan Nuevo | - Patalunan - Poblacion Ilaod - Poblacion Iraya - Port Junction Norte - Port Junction Sur - Salvacion - Samay - San Rafael - F. Simeon (Pugod) - Tagbac - Upper Omon - Upper Santa Cruz |